# John Carter (acteur)
John Carter (Conway County, 26 november 1927 – New York, 23 mei 2015) was een Amerikaans acteur en filmregisseur.

## Biografie
Carter begon met acteren in het theater. Hij maakte zijn debuut op Broadway in 1954 in de musical Sandhog. Hierna speelde hij nog meer rollen op Broadway en off-Broadway.
Carter begon in 1967 met acteren voor televisie in de televisieserie Combat!. Hierna speelde hij nog meerdere rollen in televisieseries en films, zoals in Marooned (1969), The Andromeda Strain (1971), Badlands (1973), Barnaby Jones (1973-1980), Scarface (1983), Falcon Crest (1983-1986), Dallas (1982-1986), Celebrity (1998) en Law & Order (1995-2001).
Carter was ook werkzaam als filmregisseur. In 1979 en 1980 regisseerde hij twee afleveringen van de televisieserie Barnaby Jones.

## Filmografie[2]

### Films
- 2006: The Hoax – als Harold McGraw
- 1999: Random Hearts – als vader van Peyton
- 1999: Swimming on the Moon – als Thomas Hatch
- 1998: Celebrity – als pastoor Gladden
- 1996: Savage Hearts – als Bernie
- 1992: Love Can Be Murder – ?
- 1992: Her Final Fury: Betty Broderick, the Last Chapter – als rechter Whelan
- 1989: Chameleons – als Hal Burton
- 1989: Worth Winning – als Mr. Cooper
- 1989: The Runnin' Kid – als Richard Curtis
- 1988: Police Story: Gladiator School – als Chief Dave Powers
- 1988: Shakedown on the Sunset Strip – als Baker
- 1985: My Science Project – als generaal
- 1983: Scarface – als Vic Phillips
- 1981: Our Family Business – als Mr. MacGregor
- 1977: Telefon – als Stroller
- 1976: Dynasty – als Benjamin McCullum
- 1975: Guilty of Innocent: The Sam Sheppard Murder Case – als Jack
- 1973: Badlands – als rijke man
- 1973: The Doll Squad – als senator Stockwell
- 1972: Joe Kidd – als rechter
- 1971: Earth II – als Hazlitt
- 1971: The Andromeda Strain – als kapitein Morton
- 1970: Night Chase – als kapitein Walker
- 1970: Monte Walsh – als boer
- 1969: Marooned – als chirurg
- 1969: The Thousand Plane Raid – als Middleton

### Televisieseries
Uitgezonderd eenmalige gastrollen.
- 1995-2001: Law & Order – als rechter Harlan Newfield – 5 afl.
- 1993: The Secrets of Lake Success (miniserie) – ?
- 1991-1992: The Trials of Rosie O'Neill – als rechter Spencer Martin – 2 afl.
- 1986-1991: Matlock – als Howard Wright en Jason Hardiman – 3 afl.
- 1989-1990: Hardball – ? – 2 afl.
- 1983-1987: Scarecrow and Mrs. King – als Gordon Standish – 2 afl.
- 1982-1986: Dallas – als Carl Hardesty – 4 afl.
- 1983-1986: Falcon Crest – als Max Hartman – 9 afl.
- 1983: The Winds of War – als kolonel William Forrest – 3 afl.
- 1973-1980: Barnaby Jones – als luitenant John Biddle en George Enright – 94 afl.
- 1972: Return to Peyton Place – als W.B. Gillis - ? afl.
- 1971-1972: The Smith Family – als sergeant Ray Martin – 39 afl.
- 1969: Hawaii Five-O – als Tom Whalen – 2 afl.

### Computerspellen
- 1996: Eraser – Turnabout – als stem

## Theaterwerk op Broadway[3]
- 2006: Festen – als opa
- 2005: A Streetcar Named Desire – als dokter en persoon op straat
- 1996: A Delicate Balance – als Harry
- 1962-1963: Take Me Along – als inwoner
- 1958-1959: Goldilocks – als zanger, Andy en assistant van Max
- 1956: The Lovers – als ridder Escavalon
- 1956: Tamburlaine the Great – diverse rollen
- 1955: Seventh Heaven – als Dandy en zanger
- 1954-1955: Sandhog – als chef

- Bibliothèque nationale de France: cb14162205w (data)
- International Standard Name Identifier: 0000 0000 7764 9124
- Library of Congress Control Number: n2010015277
- Nationale Bibliotheek van Israël: 987009445063005171
- Virtual International Authority File: 107944404
- WorldCat: E39PBJyCywqRfbX3XtTr4GkRrq